# ジョン・マクティアナン
ジョン・マクティアナン（John McTiernan, John Campbell McTiernan, Jr., 1951年1月8日 - ）はアメリカニューヨーク州オールバニ出身の映画監督である。アクション映画で有名。

## 略歴
ジュリアード音楽院とニューヨーク州立大学で学び、CM製作などに携わっていたが、1986年にピアース・ブロスナン主演のオカルト・スリラー『ノーマッズ』で自分の書いた脚本で映画監督としてデビューした。『ダイ・ハード4.0』では製作を担当。
2006年、FBIに対して虚偽の証言をしたとして逮捕された。マクティアナンは私立探偵アンソニー・ペリカーノに、あるプロデューサーの盗聴を依頼したが、FBIの事情聴取を受けた際、嘘の供述をしたとされている。
FBIとの事件については英語版Wikipedia "John McTiernan"...Personal life...Criminal chargeに詳しい。
サウスダコタ州で12箇月の懲役刑に服しているという。

## フィルモグラフィ
| 年   | 題名                                                   | 役割       |
| ---- | ------------------------------------------------------ | ---------- |
| 1986 | ノーマッズ Nomad                                       | 監督・脚本 |
| 1987 | プレデター Predator                                    | 監督・脚本 |
| 1988 | ダイ・ハード Die Hard                                  | 監督・脚本 |
| 1990 | レッド・オクトーバーを追え! The Hunt for Red October   | 監督・脚本 |
| 1991 | ロビン・フッド Robin Hood                              | 製作総指揮 |
| 1992 | ザ・スタンド Medicine Man                              | 監督・脚本 |
| 1993 | ラスト・アクション・ヒーロー Last Action Hero          | 監督・製作 |
| 1995 | ダイ・ハード3 Die Hard: With a Vengeance               | 監督       |
| 1996 | クライム・タイム The Right to Remain Silent            | 製作       |
| 1997 | クイックシルバー Quicksilver Highway                   | 製作総指揮 |
| 1999 | 13ウォーリアーズ The 13the Warrior                     | 監督・製作 |
| 1999 | トーマス・クラウン・アフェアー The Thomas Crown Affair | 監督       |
| 2002 | ローラーボール Rollerball                              | 監督・製作 |
| 2003 | 閉ざされた森 Basic                                     | 監督       |